# Aphrodite (Andrews)
 (mars 2024).
Si vous disposez d'ouvrages ou d'articles de référence ou si vous connaissez des sites web de qualité traitant du thème abordé ici, merci de compléter l'article en donnant les références utiles à sa vérifiabilité et en les liant à la section « Notes et références ».
Pour les articles homonymes, voir Aphrodite (homonymie).
Aphrodite est un roman à suspense de Russel Andrews paru en 2003 aux États-Unis. Comme dans tous les romans de ce genre, l'auteur distille un par un les éléments de l'intrigue.
Le roman, traduit en français par Jacques Martinache, paraît aux Presses de la Cité en 2005.

## Résumé
Plusieurs meurtres sont détaillés au début du livre. Le lecteur ne voit pas quel est le point commun entre les différents meurtres.
L'un des meurtres est déguisé en suicide, mais il y a un témoin que les assassins n'ont pas vu. Un policier alcoolique (qui était en train de distribuer des amendes) est présent lorsqu'on découvre le corps, et trouve dans son for intérieur que ça ne ressemble pas à un suicide. Le témoin et le policier hésitent entre rester passif ou agir.
Finalement, le policier cède à son envie et commence son enquête. Le témoin est une jeune femme avec une petite fille. Ils découvrent que la dernière victime était une journaliste qui avait écrit la nécrologie d'un acteur peu connu. Un lecteur mécontent lui avait signalé une erreur dans cet article.
Le policier s'avère être un ancien enquêteur de talent dont la fille avait été tuée par les sbires d'un homme qu'il avait mis en prison à perpétuité. Il avait tué les hommes du commando, mais avait ensuite perdu aussi sa femme. Le policier était  aussi d'une famille riche.
Le policier met en échec le FBI et les tueurs qui sont à ses trousses. Il s'introduit au domicile des jumeaux tueurs, boit une de leurs bouteilles et leur annonce par téléphone qu'ils vont mourir. 
À la fin de l'histoire, le policier veuf a retrouvé une nouvelle femme, et il a aussi retrouvé une famille complète.
Le complot concernait des produits permettant d'augmenter la durée de la vie humaine ; plus exactement, il augmentait la durée de la vieillesse. 